# Décembre 2004

## Actualités du mois

### Mercredi1erdécembre2004
- France, Parti socialiste et Constitution européenne : 120 000 militants du Parti socialiste votent pour adopter la position du parti pour ou contre le traité instituant la Constitution de l'Union européenne. Cette consultation interne au parti prend une importance dans le monde politique français :
  - ce traité devant être soumis à référendum au printemps 2005, le président de la République Jacques Chirac va être attentif au résultat qui donnera une idée possible de la difficulté à convaincre les Français d'adopter ce texte,
  - dans plusieurs pays de l'Union, traditionnellement hostiles aux extensions des compétences de l'Union, un « non » du PS français pourrait favoriser un vote « non » sans complexe de leur électorat.
  - au sein du parti, les deux opinions ont été incarnées par deux hommes actuellement en conflit : le secrétaire général François Hollande pour le « oui » et un des probables candidats à la présidence de la République Laurent Fabius en faveur du « non ».
- Mozambique, élections présidentielle et législatives : dans un pays pacifié après une guerre civile à la fin des années 1980, le président Joaquim Chissano, au pouvoir depuis 1986, a décidé de ne pas se représenter. Les deux principaux candidats sont issus des deux partis de l'ancienne guerre civile : le ministre Armando Guebuza du Frelimo (Front de libération du Mozambique) et Afonso Dhlakama de la Renamo (Résistance nationale du Mozambique).
- Pays-Bas : mort à Utrecht du prince Bernhard des Pays-Bas, époux de l'ex-reine Juliana, décédée en mars 2004. Il était le père de l'actuelle reine Beatrix.

### Jeudi2 décembre 2004
- Bosnie-Herzégovine : transfert de compétences entre la Sfor de l'OTAN et l'Eufor de l'Union européenne dans la mission de stabilisation du pays. Les États-Unis conservent néanmoins quelques centaines de militaires et de diplomates à Sarajevo et Tuzla. L'EUFOR comprend 7 000 hommes.
- France, parti socialiste et Constitution européenne : le oui à la Constitution européenne recueille 59 % des suffrages avec une participation de 80 % des adhérents lors du référendum interne au parti socialiste français.
- Irak : Un français d'origine maghrébine, Peter Cherif, 22 ans, est arrêté lors de l'offensive américaine contre Falloujah en tant que combattant islamiste.

### Vendredi3 décembre 2004
- Iran : un garçon de 14 ans est mort à la suite d'une peine de 85 coups de fouet pour avoir brisé le jeûne du Ramadan. Les faits se sont déroulés à la suite de l'arrêt rendu par le mollah juge de la cour de la ville de Sanandadj.
  - À la suite de l'émotion suscitée par cet évènement auprès de la population locale, l'enterrement a été ajourné ; les autorités ayant exigé la seule présence des plus proches parents et ce, sous la surveillance des forces de sécurité. Lire l'article complet.
- Espagne : attentats à Madrid. Ce sont cinq bombes qui ont explosé ce soir-là blessant deux personnes. Ces attaques ont été attribuées à l'ETA. Article agence Reuters.
- France, insolite : lors d'un exercice de détection canine d'explosif à l'aéroport Roissy-Charles-de-Gaulle, les gendarmes ont perdu la trace d'un pain de plastic de 150 grammes qui a été embarqué dans la soute d'un avion non identifié dans le bagage d'un voyageur. L'explosif ne présente aucun danger tant qu'il n'est pas mis en contact avec un détonateur.
- France, cinéma : mort du cinéaste Robert Dhéry à l'âge de 83 ans. Il était le créateur des « Branquignols » et le réalisateur, entre autres, du Le Petit Baigneur (1968) et de Vos gueules, les mouettes ! (1972).

### Samedi4 décembre 2004
- Ukraine, élection présidentielle : après la décision de la Cour suprême ukrainienne d'annuler les résultats du second tour de l'élection présidentielle pour fraude, le Parlement n'a pas pu voter le cadre légal permettant d'organiser un troisième tour qui serait prévu pour le 26 décembre.

### Dimanche5 décembre 2004
- Europe occidentale : à 2 h 52 heure locale, un séisme d'une magnitude estimée à 4,9 secoue le sud-est de l'Allemagne, l'est de la France et la Suisse. L'épicentre se situe vers Fribourg-en-Brisgau. Très peu de dégâts, aucune victime.
- Hongrie : les Hongrois devaient se prononcer par référendum sur l'octroi de passeport hongrois aux ressortissants étrangers de culture hongroise des pays voisins. Les résultats définitifs sont attendus dans le milieu de la semaine suivante ; pour être adopté, il faut qu'au moins 25 % des électeurs inscrits aient voté pour ou contre.
  - Le débat a divisé la classe politique hongroise entre le parti nationaliste Fidesz de Viktor Orbán pour le « oui » d'une part, et les partis de la coalition socialiste et libérale au pouvoir qui veut éviter de heurter les pays voisins accueillant des minorités hongroises. Ceux-ci s'inquiètent en effet depuis plusieurs années que ce projet a été projeté (Roumanie, Serbie, Slovaquie et Ukraine principalement).

### Lundi6 décembre 2004
- France : mort d'Alain Riou, président du groupe Verts au conseil de Paris, à l'âge de 51 ans d'un cancer.
- Belgique : mort de Raymond Goethals, célèbre entraîneur de football, à l'âge de 83 ans.
- Espagne : le groupe séparatiste basque ETA a provoqué l'explosion de 7 bombes dans différents bars, cafés et parcs à travers le pays. Les villes concernées sont León, Ávila, Santillana del Mar, Ciudad Real, Malaga, Valladolid et Alicante.  Toutes les attaques ont été précédées par des avertissements permettant l'évacuation avant explosion. Aucun blessé grave n'est à déplorer.

### Mardi7 décembre 2004
- Afghanistan : Hamid Karzai a officiellement été intronisé président de l'Afghanistan en présence du vice-président des États-Unis, Dick Cheney.
- Paris, bois de Boulogne : les sapeurs-pompiers de Paris tentent vainement de capturer un renne de 4 ans échappé, lundi, d'un cirque voisin.
- Paris : Jean-Marie Messier est condamné à une amende d'un million d'euros pour avoir « délibérément diffusé (…) des informations inexactes et abusivement optimistes » alors qu'il dirigeait Vivendi Universal.

### Mercredi8 décembre 2004
- Éphéméride : les catholiques fêtent le 150e anniversaire du dogme de l'Immaculée Conception, proclamé par le pape Pie IX dans son encyclique Pastor Æternus.
- Suisse : Samuel Schmid a été élu président de la confédération suisse pour 2005. Le vice-président sera Moritz Leuenberger.
- Informatique : le groupe chinois Lenovo rachète l'activité d'ordinateurs personnels de la firme américaine IBM, opérateur historique du marché, pour 1,25 milliard de dollars.
- Soudan : nouvelles exactions de Djandjaouids au Darfour, 7 000 personnes déplacées. Reuters
- France : inhumation discrète du cinéaste Robert Dhéry disparu vendredi dernier.
- États-Unis : l'ancien guitariste du groupe Pantera « Dimebag » Darrell Abbott et actuel guitariste du groupe Damageplan est mort assassiné sur scène pendant un concert donné à Colombus, Ohio. Le tireur aurait tué au moins quatre personnes et fait deux blessés avant d'être abattu par un policier.

### Jeudi9 décembre 2004
- Canada : la Cour suprême autorise le dépôt d'une proposition de loi légalisant le mariage homosexuel. Si cette proposition est adoptée par le Parlement canadien, le Canada sera le troisième pays au monde à reconnaître un tel mariage, après la Belgique et les Pays-Bas.
- France : le Premier ministre Jean-Pierre Raffarin annonce un assouplissement de la réduction du temps de travail.
- Israël : le Likoud accepte la proposition d'Ariel Sharon sur la création d'une coalition gouvernementale avec le Parti travailliste, en vue du retrait israélien de la bande de Gaza.
- Sciences, génétique : la revue scientifique Nature a annoncé qu'une équipe internationale de 170 chercheurs est parvenu à établir le premier séquençage d'un oiseau, la poule (Gallus gallus). S'ils estiment que 75 % des gènes dirigeant la synthèse des protéines sont les mêmes que chez l'être humain, seuls 2,5 % sont strictement identiques à ceux du génome humain.
- Union européenne : le premier ministre turc Recep Tayyip Erdoğan plaide à Bruxelles en faveur de l'ouverture de négociations pour l'adhésion de son pays dans l'Union.

### Vendredi10 décembre 2004
- Irak : le bilan officiel des soldats américains tués au combat dépasse la barre du millier.
- Italie : Silvio Berlusconi est acquitté d'un partie des charges qui pesaient contre lui, dans un procès où on lui reprochait d'avoir manœuvré frauduleusement lors de la privatisation d'une entreprise d'État. Pour l'accusation de corruption de juge, il a bénéficié de la prescription, augmentée à 14 ans grâce aux circonstances atténuantes.
- France : la cour d'assises de Paris condamne Maxime Brunerie à 10 ans de réclusion criminelle, pour sa tentative d'assassinat du président de la République, Jacques Chirac, le 14 juillet 2002.
- Japon : le Premier ministre Jun'ichirō Koizumi lève partiellement l'embargo sur l'exportation d'armes mis en place depuis 1976, afin de participer à un programme de développerment de systèmes de missiles en collaboration avec les États-Unis.
- Sénégal : le pays abolit la peine de mort
- Union européenne : les ministres des Transports des Vingt-cinq approuvent le projet Galileo, un système de positionnement par satellites qui concurrencera le GPS américain.
- Aviation : Airbus a aujourd'hui confirmé le lancement du programme de l'A350 pour concurrencer le Boeing 787, le premier vol s'effectuera vers 2010. Sur un marché de plus de 3100 appareils, Airbus voudrait en avoir 1 500. L'appareil possédera de 245 à 285 sièges (selon les versions), pourra effectuer des voyages d'environ 14 000 kilomètres et sera doté de réacteurs moins « gourmands » en kérosène.
- Presse, France :  Serge Dassault, sénateur UMP, PDG du groupe Dassault et de Socpresse (Le Figaro, L'Express), explique sur France Inter que les journaux doivent diffuser des « idées saines », car « nous sommes en train de crever à cause des idées de gauche ». Selon lui, la presse doit modérer les propos de gauche, en expliquant que ces idées ne sont pas viables.

### Samedi11 décembre 2004
- Jean-Christophe Lafaille atteint le sommet du Shishapangma, réussissant la première ascension en solitaire d'un 8000 en hiver.
- Taïwan : 16 millions de personnes sont appelées à voter pour élire leurs députés. Le président Chen Shui-bian espère obtenir une majorité parlementaire.
- Palestine : le dossier médical de Yasser Arafat est remis à l'Autorité palestinienne.
- Ukraine, élection présidentielle : les médecins concluent à l'empoisonnement à la dioxine de Viktor Iouchtchenko Le Monde
- États-Unis : Un cargo transportant des graines de soja et du fioul, des États-Unis et à destination de la Chine, s'échoue à proximité de l'Alaska. Une marée noire menace la faune et la flore du littoral de l'Alaska[1].

### Dimanche12 décembre 2004
- Taïwan : l'alliance d'opposition réalise la majorité dans l'élection législative, recueillant au moins 114 des 225 sièges. La régissante partie et ses alliés gagnent 101 sièges.
- Paris, France : mise en service de la ligne Grande ceinture Ouest, tronçon de 10 km entre Saint-Germain-Grande-Ceinture et Noisy-le-Roi de la ligne de Grande Ceinture de Paris fermé au trafic de voyageurs depuis 1936. C'est un des premiers tronçons de la Grande Ceinture à être remis en service pour faciliter les liaisons de transport en commun de banlieue à banlieue.
- Portugal : le Premier ministre portugais, Pedro Santana Lopes, a remis sa démission et celle de son gouvernement, à la suite de la dissolution de l'Assemblée législative par le président Jorge Sampaio. Lui et son gouvernement resteront en place jusqu'à la tenue d'élections législatives anticipées.

### Lundi13 décembre 2004
- Chili : l'ancien dictateur Augusto Pinochet est inculpé par le juge Juan Guzman Tapia pour la séquestration de neuf victimes lors de l'opération Condor.
- France : le Conseil d'État somme la société Eutelsat de cesser la diffusion d'Al-Manar, chaîne de télévision considérée comme proche du groupe Hezbollah.
- États-Unis : le jury du procès de Scott Peterson le déclare coupable du meurtre de sa femme Laci et de leur enfant non-né.

### Mardi14 décembre 2004
- France, mort de Françoise Verny, éditrice.
- France, Aveyron : le président de la République Jacques Chirac inaugure le viaduc de Millau, pont le plus haut du monde.
- France : l'Assemblée nationale examine un projet de loi portant réforme du statut général des militaires, en date de 1972.
- Iran : après avoir reconnu les faits, Leyla M., âgée de 18 ans, est condamnée à la flagellation suivie de mise à mort par la cour de justice de la ville d'Arak pour « actes contraires à la chasteté » (a’mal-e khalaf-e ‘ofat) pour avoir travaillé dans une maison close, avoir eu des relations avec « des parents de sang » (eteham-e zena ba maharem) et avoir mis au monde un enfant illégitime (tavallod-e bache-e haram). Le verdict doit être confirmé par la Cour suprême.

### Mercredi15 décembre 2004
- États-Unis : le ministre français des Affaires étrangères, Michel Barnier, effectue une visite à Washington (district de Columbia). Il rencontre sa future homologue Condoleezza Rice.
- Grèce, Athènes : prise d'otage d'une vingtaine de personnes dans un bus par deux hommes armés de carabines. Les preneurs d'otages affirment être russes ; leurs motivations restent floues.
- Canada : les négociations salariales entre la Ligue nationale de hockey et les joueurs aboutissent à une impasse.
- France : le maire de Paris Bertrand Delanoë a annoncé son choix pour le réaménagement des halles de Paris. C'est le projet de l'architecte et urbaniste français David Mangin qui a remporté les suffrages.
- Île de Clipperton, océan Pacifique : l'explorateur Jean-Louis Étienne est arrivé avec une vingtaine de scientifiques sur l'île française de Clipperton afin d'y réaliser des observations entre autres climatiques.
- Cour internationale de justice : la Cour internationale de justice s'est déclaré incompétente concernant la plainte de la Serbie-et-Monténégro, alors dénommé Yougoslavie, déposée en avril 1999. Ce pays accusait huit pays membres de l'OTAN de génocide lors des bombardements entre mars et juin 1999 afin d'intervenir au Kosovo où avait lieu des opérations de police et de l'armée serbes contre les populations albanaises. L'intervention n'avait pas l'aval du Conseil de sécurité des Nations unies car les membres de l'OTAN craignaient un veto de la Chine ou de la Russie.
  - Paradoxalement, cette défaite juridique serbo-monténégrine va permettre à ce pays de nouer de participer au « partenariat pour la paix » mis en place par l'OTAN.

### Jeudi16 décembre 2004
- Royaume-Uni : le ministre de l'Intérieur David Blunkett démissionne à la suite d'un scandale touchant à sa vie privée. Charles Clarke lui succède.
- Gambie, Banjul : le journaliste Deyda Hydara a été assassiné dans le contexte du vote de deux lois encadrant la liberté de la presse (emprisonnement pour des propos jugés séditieux et versement d'une caution pour obtenir une licence de publication). Hydara était le correspondant de l'AFP et de Reporters sans frontières. Article sur le site de Reporters sans frontières
- Irak : début de la campagne pour les élections générales du 30 janvier prochain. Plus de 80 listes (soit 5 000 candidats) sont en lice.
- Italie : le président de la République Carlo Azeglio Ciampi refuse de promulguer la loi portant réforme de la magistrature votée par le Parlement le 1er décembre.

### Vendredi17 décembre 2004
- EADS : la décision a été prise de nommer Noël Forgeard prochain coprésident exécutif d'EADS. Yahoo
- Israël : accord entre le Likoud et le Parti travailliste pour un gouvernement d'union nationale.
- États-Unis : George W. Bush promulgue une réforme réformant les services de renseignement de son pays.
- Union européenne : les vingt-cinq dirigeants de l'Union signent un accord global sur les futures négociations d'adhésion de la Turquie. Ceci alors même que les opinions publiques des divers membres de l'Union semblent très divisées sur la perspective d'une adhésion de ce pays. Un sondage[2] IFOP pour le Figaro, réalisé auprès de 4 813 personnes, entre le 25 novembre et le 3 décembre, montre que, si les sondés de l'Espagne, de l'Italie et du Royaume-Uni semblent majoritairement favorables à cette adhésion, dans des proportions variables (respectivement 65 %-18 %, 49 %-24 % et 41 %-30 %), les sondés allemands et français, dont les dirigeants sont notoirement parmi les plus favorables à cette adhésion, sont rétifs à cette perspective (respectivement 33 % pour et 55 % contre, et 32 % pour et 67 % contre).
- France : l'ancien président de la République Valéry Giscard d'Estaing est reçu à l'Académie française au fauteuil  de Léopold Sédar Senghor.

### Samedi18 décembre 2004
- Russie : la Douma adopte une loi « anti-terroristes » renforçant le pouvoir des forces de l'ordre et des services de renseignement.
- France, Guyane : la fusée Ariane 5 lance le satellite militaire Helios II-A et six satellites scientifiques.
- Chili : l'ancien dictateur Augusto Pinochet est victime d'un accident cérébro-vasculaire. Il est hospitalisé à l'hôpital militaire de Santiago.
- Turquie : le Premier ministre turc Recep  Tayyip Erdoğan a indiqué samedi que le chemin vers l'UE serait  long et difficile pour la Turquie. L'UE et la Turquie ont en effet conclu un accord historique vendredi  pour lancer les négociations d'adhésion le 3 octobre 2005
- Italie : la soprano italienne Renata Tebaldi est morte à 82 ans.

### Dimanche19 décembre 2004
- Russie : la principale filiale du groupe pétrolier Ioukos, Iouganskneftegaz, est mis en vente aux enchères par le gouvernement russe, aux fins de recouvrement de plus de 27 milliards de dollars de redressement fiscal.
- Irak : l'explosion d'une voiture piégée dans la principale gare routière de Kerbala aurait fait au moins 13 morts et 30 blessés dimanche, selon des sources hospitalières.
- Libye : le premier ministre canadien Paul Martin effectue une visite officielle dans le pays. Il évoquera le sujet des droits de l'homme, dont la situation inquiétante a été récemment dénoncée par Amnesty International.

### Lundi20 décembre 2004
- États-Unis, presse : le magazine Time choisit George W. Bush comme « homme de l'année ».
- Golfe Persique : les dirigeants de l'Arabie saoudite, de Bahreïn, des Émirats arabes unis, du Koweït, d'Oman et du Qatar se réunissent à Manama dans le cadre du 25e sommet ordinaire du Conseil de coopération du Golfe.
- Chili : la cour d'appel de Santiago a jugé lundi qu'Augusto Pinochet (au pouvoir de 1973 à 1990) pouvait être poursuivi par les tribunaux, pour atteintes aux droits de l'homme.
- Hongrie : le Parlement ratifie la Constitution européenne par 322 voix sur 385.
- Royaume-Uni : la Chambre des communes a voté une loi créant une carte d'identité obligatoire. L'adoption de cette pièce d'identité inédite dans ce pays a été justifiée par le gouvernement et les chefs de l'opposition par la lutte contre le terrorisme, même si elle a entraîné des débats au sein des deux députés des deux camps sur les risques pour les libertés individuelles.

### Mardi21 décembre 2004
- Irak : les otages et journalistes français Christian Chesnot et Georges Malbrunot ont été libérés par l'Armée islamique, l'annonce a été faite par la télévision qatarienne Al Jazeera et confirmée par le ministère de l'Intérieur. Ils devront rentrer en France dès demain après cent vingt-quatre jours de détention.
- Soudan : le gouvernement soudanais et les deux principaux groupes rebelles du Darfour suspendent jusqu'au mois de février les pourparlers de paix.
- Irak : une attaque à la roquette sur la base américaine de Mossoul fait 22 morts et 50 blessés. Au même moment, le premier ministre britannique Tony Blair effectue une visite surprise à Bagdad.
- Littérature : les éditeurs de J. K. Rowling annoncent pour le 26 juillet la sortie du sixième volume des aventures de Harry Potter, Harry Potter et le prince de sang-mêlé (Harry Potter and the Half-Blood Prince).

### Mercredi22 décembre 2004
- États-Unis : selon une étude publiée par le British Medical Journal du 18 décembre 2004, le nombre d'articles scientifiques écrits par des Français publiés dans des revues américaines a diminué depuis le veto français à l'ONU contre la guerre d'Irak (mars 2003).
- Union européenne : la Cour de justice des Communautés européennes (CJCE) confirme la décision de la Commission européenne condamnant Microsoft à 497 millions d'euros d'amende pour abus de position dominante

### Vendredi24 décembre 2004
- Irak : visite surprise de Donald Rumsfeld sur une base militaire américaine de Mossoul.

### Samedi25 décembre 2004
- Espace : la sonde Cassini a largué avec succès le module Huygens, qui doit étudier Titan, satellite de Saturne possédant une atmosphère.
- Taïwan : le Français Alain Robert a escaladé le plus haut gratte-ciel du monde, le Taipei 101.

### Dimanche26 décembre 2004
- Un séisme d'une magnitude supérieure à 9,0 dont l'épicentre se situe au large de l'île indonésienne de Sumatra, engendre plusieurs raz-de-marée qui ont causé la mort de plus de 250 000 personnes et la disparition de plus de 30 000 autres dans l'océan Indien, dont plus de 200 000 en Indonésie, 18 000 en Inde, 27 000 au Sri Lanka, 2 000 en Indonésie, 90 en Birmanie, 75 aux Maldives, 132 en Somalie. Plusieurs millions de personnes sont sans abri ou obligées de se déplacer. Voir l'article détaillé : tremblement de terre du 26 décembre 2004.
- Ukraine : les bureaux de vote ont ouvert pour le nouveau second tour de l'élection présidentielle. Le scrutin oppose le pro-occidental Viktor Iouchtchenko au pro-russe Viktor Ianoukovytch. Les bureaux fermeront à 20 heures, heure locale.
- Pasadena : le Sentry a signalé la possibilité de collision de la Terre avec un astéroïde géocroiseur nommé 2004 MN4 à un niveau de risque jamais atteint de 4 sur l'échelle de Turin, prévue pour le vendredi 13 avril 2029.
- Mulhouse : une explosion au gaz a détruit un immeuble de 4 étages, faisant 17 morts. Trois personnes sont encore portées disparues.
- Ouzbékistan, élections législatives : cinq partis ont présenté des candidats pour pourvoir 120 sièges de députés. L'élection était sans risque pour la présidence d'Islom Karimov. Les observateurs de l'OSCE ont jugé que ces élections ont été un échec pour le pluralisme et la transparence, alors que ceux de la Communauté des États indépendants (CEI) les jugent « légitimes, libres et transparentes ».

### Lundi27 décembre 2004
- Ukraine, élection présidentielle : les premiers résultats donnent Viktor Iouchtchenko vainqueur de l'élection avec plus de 52 % des suffrages. Viktor Ianoukovytch, refusant de reconnaître sa défaite, a exprimé le désir de saisir la Cour suprême.
- Espace, les radiations de la plus grosse explosion d’étoile à neutrons jamais enregistrée atteignent notre ionosphère : l’éclatement observé par les satellites Double Star TC-2 et Cluster a eu lieu au milieu de la galaxie il y a 50 000 ans. Les informations récoltées permettent de mettre en évidence les craquelures dans l’écorce de l’étoile au cours de la phase initial de désintégration.

### Mardi28 décembre 2004
- France, hématologie, médecine : une équipe a annoncé dimanche 26 décembre, avoir produit in vitro des globules rouges en grande quantité et étant fonctionnels et matures. Article sur Le Monde.fr.
- Chine, informatique : la Chine met en place le réseau Cernet2, premier backbone à utiliser la technologie IPv6.
- Roumanie : le gouvernement de Călin Popescu-Tăriceanu obtient la confiance du Parlement par 265 voix contre 200.

### Mercredi29 décembre 2004
- Monde : toute la communauté internationale se mobilise pour venir en aide aux pays frappés le 26 décembre par le tremblement de terre et les tsunamis. Elle a déjà versé des dizaines de millions de dollars pour secourir les populations sur place.
- Ukraine : les partisans de Viktor Iouchtchenko lèvent le blocus du siège du gouvernement après avoir été informés que le conseil des ministres était annulé. lemonde.fr
- France : ouverture d'une information judiciaire contre Didier Julia, Philippe Brett et Philippe Evanno pour « intelligence avec une puissance étrangère » et confiée aux juges d'instruction anti-terroristes Jean-Louis Bruguière et Marie-Antoinette Houyvet. Les deux collaborateurs du député doivent être présentés au juge en vue de leur éventuelle mise en examen. Reuters
- France : le Conseil constitutionnel a validé pour l'essentiel le budget 2005 et rejeté la plupart des griefs présentés par une soixantaine de députés socialistes. Reuters

### Jeudi30 décembre 2004
- Sous-continent indien et Asie du Sud-Est : à la suite du tremblement de terre du 26 décembre 2004 et au tsunami qui en a résulté, les risques sanitaires menacent les millions de survivants des raz de marée du week-end en Asie du Sud. Les organisations humanitaires et l'ONU appellent à la solidarité des États et des peuples. lemonde.fr
- Asie : l'ampleur des dégâts et le manque d'infrastructures adaptées dans les pays touchés ont créé une situation humanitaire d'urgence, à laquelle la communauté internationale tente de répondre en versant des millions de dollars d'aide et en dépêchant sur place des équipes de secours et des moyens logistiques. Mais l'aide internationale parvient avec difficulté. lemonde.fr
- France, affaire Julia : l'ancien otage en Irak, Christian Chesnot se dit « étonné de l'aplomb » que le député Didier Julia « met à mentir » à propos de sa tentative de libération pour laquelle la justice enquête pour « intelligence avec une puissance étrangère » nouvelobs.com. De son côté, Didier Julia se démarque de ses équipiers en Irak et contre-attaque. lemonde.fr
- Ukraine, élection présidentielle : « Deux des plaintes ont été rejetées parce que déposées hors délai et la troisième était non conforme », a déclaré la porte-parole de la Cour suprême, Liana Chlapochnikova, évoquant quelques-unes des plaintes du candidat du pouvoir Viktor Ianoukovytch qui refuse toujours de reconnaître la victoire de son adversaire. swissinfo.org
- Palestine : une offensive israélienne à Khan Younès fait 5 morts palestiniens. lemonde.fr. De plus, Shimon Peres devient officiellement le numéro deux du gouvernement d'union nationale d'Ariel Sharon.
- Colombie : expiration de l'ultimatum, lancé par le président, Álvaro Uribe, aux FARC. Faute de libération de 63 otages, le chef rebelle Simón Trinidad sera extradé aux États-Unis.
- Logiciels : Oracle Corp., deuxième fabricant mondial de logiciels après Microsoft, prend le contrôle de PeopleSoft à l'issue d'une bataille de 18 mois. L'acquisition lui coûte 10,3 milliards de dollars.
- Sénégal, Casamance : signature d'un accord de paix préalable à des négociations entre le président sénégalais Abdoulaye Wade et le principal dirigeant de la rébellion de Casamance, l'abbé Augustin Diamacoune Senghor. Plusieurs mouvements de la région s'étaient révoltée en 1982. La Casamance est située au sud du pays et du Gambie ; ancienne région touristique, elle connaissait une accalmie depuis quelques années. Site de la TSR & Site de TV5 Afrik.com

### Vendredi31 décembre 2004
- Catastrophe en Asie : les particuliers du monde entier se mobilisent en masse en donnant à des associations caritatives après les évènements du 26 décembre dernier. De nombreux pays apportent leur soutien financier ; les États-Unis revoient leur aide aux pays sinistrés à la hausse : elle passe ainsi de 35 millions à 350 millions de dollars. Le pays compte ainsi prendre la tête d'« une coalition internationale pour apporter une aide humanitaire d'urgence », en dehors du cadre des Nations unies, comme l'a affirmé George W. Bush.
- Buenos Aires : dans la nuit de vendredi à samedi, un incendie provoqué par un feu de Bengale dans une discothèque fait au moins 175 morts.
- Paris-Dakar : départ de Valence de la 27e édition, avec 231 équipes engagées.
- France : à l'occasion de ses vœux aux Français, le chef de l'État, Jacques Chirac, a souhaité que l'ONU et l'Union européenne mettent en place un dispositif comparable à celui des casques bleus. Il a plaidé pour la « poursuite » de l'aide en faveur de l'Asie.
- Ukraine, dans le contexte de l'élection présidentielle en Ukraine : Viktor Ianoukovytch, qui refusait de reconnaître sa défaite au « troisième tour » de la présidentielle organisé le 26 décembre, a annoncé vendredi soir qu'il démissionnait de son poste de chef du gouvernement ukrainien. reuters.fr